# الكنيسة الرومانية الأرثوذكسية
الكنيسة الرومانيَّة الأرثوذكسية (بالرومانية: Biserica Ortodoxă Română) هي واحدة من أكبر الكنائس الأرثوذكسية المستقلة في منطقة البلقان، وقد بلغ عدد أتباع هذه الكنيسة في أواخر القرن العشرين في رومانيا أكثر من 18 مليون شخص (غالبية الرومانيين 18,817,975، أو 86.8% من السكان، وذلك طبقا لبيانات تعداد عام 2002)، فضلاً عن عدد كبير من مولدوفا.
بين جميع المسيحيين الأرثوذكس، تحتل الكنيسة الرومانية الأرثوذكسية المرتبة الثانية في حجمها وعدد أتباعها بعد الكنيسة الروسية الأرثوذكسية.
بحسب تقليدها الكنسي فإن مؤسسها هو أندراوس أحد رسل المسيح الاثنا عشر، والذي امتد نطاق عمله التبشيري حتى جبال الكرباث ونهر الدانوب، وكانت دائمًا خاضعة لسلطة بطريركية القسطنطينية. ولكنها تحولت لكنيسة مستقلة عام 1885.
وفي عام 1925 ارتقت لتكون بطريركية يتبع لها اليوم 41 أسقفية ويتبع لها 324 دير، ويقدر عدد أتباعها داخل وخارج رومانيا بعشرين مليون شخص.

## بطاركتها
توالى على كرسي رعاية هذه الكنيسة البطاركة التالية أسماءهم:
- البطريرك ميرون (1925-1939)
- البطريرك نيكوذموس (1939-1948)
- البطريرك يوستنانوس (1948-1977)
- البطريرك يوستينوس (1977-1986)
- البطريرك ثيوكتستوس (1986-2007)
- البطريرك الحالي دانيال (2007 وما زال في منصبة)

## بعد 1989
بعد الثورة الرومانية في عام 1989، عندما أصبحت رومانيا ديمقراطية، تحررت الكنيسة من سيطرة الدولة، رغم أن الدولة ما زالت تقدم رواتب رجال الدين.

## مواقع خارجية
- الموقع الرسمي للبطريركية الرومانية
- كنيسة مدينة الله أنطاكية العظمى
- الموسوعة البريطانية